# دودو آباشیدزه
داویت "دودو" آباشیدزه (گرجی: დავით [დოდო] აბაშიძე؛ ۱ مهٔ ۱۹۲۴ – ۲۶ ژانویهٔ ۱۹۹۰) کارگردان فیلم، و هنرپیشه اهل گرجستان شوروی بود. وی در بین سال‌های ۱۹۵۴ تا ۱۹۸۸ در ۵۰ فیلم حضور یافت. 
از فیلم‌ها یا برنامه‌های تلویزیونی که وی در آن نقش داشته‌است می‌توان به عاشق غریب، افسانه قلعه سورام اشاره کرد. 
وی همچنین برندهٔ جوایزی همچون جایزه نیکا شده‌است.